# Osečina
Osečina (en serbe cyrillique : Осечина) est une localité et une municipalité de Serbie situées dans le district de Kolubara. Au recensement de 2011, la localité comptait 2 730 habitants et la municipalité dont elle est le centre 12 571.
Osečina est officiellement classée parmi les villages de Serbie.

## Géographie
Osečina est située sur la route Valjevo-Loznica. Elle se trouve à 34 km au nord-ouest de Valjevo et à 130 km au sud-ouest de Belgrade.

## Histoire
La région d'Osečina est habitée depuis la Préhistoire, ainsi qu'en témoignent des vestiges remontant au Paléolithique (grottes de Kamenjaća et de Tuđin et au Néolithique (villages de Plužac, Gornje Crniljevo et Tuđin). Les premiers peuples historiquement attestés sont les Celtes et les Illyriens, dont la présence est attestée par des armes et des outils. La région fut ensuite conquise par les Romains qui y construisirent des routes et des ponts ; de cette période datent les vestiges d'une mine exploitée à Pecka, ainsi qu'un pont sur la Ljubovija et les ruines de Soko Grad. À partir du IVe siècle, la région connut une période d'invasion ; intégré à l'Empire byzantin, le secteur fut envahi par les Slaves, qui s'y installèrent. Après la chute du despotat de Serbie en 1459, la région fut annexée à l'Empire ottoman

## Localités de la municipalité d'Osečina

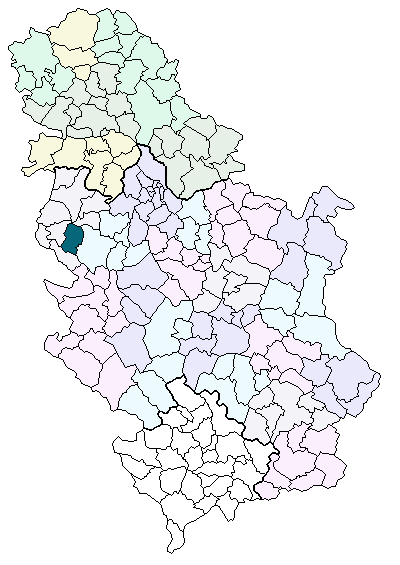
Localisation de la municipalité d'Osečina en Serbie

La municipalité d'Osečina compte 20 localités :
| - Bastav - Belotić - Bratačić - Gornje Crniljevo - Gunjaci - Dragijevica - Dragodol - Komirić - Konjic - Konjuša | - Lopatanj - Osečina - Osečina (selo) - Ostružanj - Pecka - Plužac - Sirdija - Skadar - Tuđin - Carina |

Toutes les localités de la municipalité sont officiellement considérées comme des « villages » (село/selo).

## Démographie

### Localité

#### Évolution historique de la population dans la localité
| 1948 | 1953 | 1961 | 1971  | 1981  | 1991  | 2002  | 2011  |
| ---- | ---- | ---- | ----- | ----- | ----- | ----- | ----- |
| 584  | 667  | 808  | 1 026 | 1 922 | 2 934 | 3 172 | 2 730 |

## Politique
À la suite des élections locales serbes de 2008, les sièges à l'Assemblée municipale étaient répartis de la manière suivante :
| Parti                                  | Sièges |
| -------------------------------------- | ------ |
| Parti radical serbe                    | 7      |
| Nouvelle Serbie                        | 6      |
| G17 Plus                               | 5      |
| Pour une Serbie européenne             | 5      |
| Parti socialiste de Serbie             | 4      |
| Parti démocratique de Serbie           | 3      |
| Liste « Pour une meilleure Podgorina » | 2      |
| Mouvement pour Osečina                 | 1      |

Nenad Stevanović, membre du parti G17 Plus, a été élu président (maire) de la municipalité.

## Économie
Les trois quarts de la population de la municipalité d'Osečina vivent de l'agriculture. La production fruitière y tient une place importante, notamment celle des prunes, des framboises et des mûres. On y cultive également du maïs, du blé, de l'orge et du tabac. On y élève des moutons, des porcs et, dans une moindre mesure, des bovins.
Parmi les secteurs industriels de la région, on peut citer l'agroalimentaire, la chimie et l'industrie du papier et du bois.